# مایکروسافت آفیس ۲۰۰۷
مایکروسافت آفیس ۲۰۰۷ (به انگلیسی: Microsoft Office 2007) (کدگذاری شده Office 12)
نسخه ای از مایکروسافت آفیس، خانواده ای از مجموعه‌های اداری و نرم‌افزارهای تولیدی برای ویندوز است که توسط مایکروسافت تهیه و منتشر شده‌است. این محصول در ۳ نوامبر ۲۰۰۶ به بازار عرضه شد. متعاقباً در ۳۰ نوامبر ۲۰۰۶ در دسترس مشتریان مجوز حجم قرار گرفت، و بعد در ۳۰ ژانویه ۲۰۰۷ به خرده فروشی، همان تاریخ انتشار مربوط به ویندوز ویستا. این پیش از آفیس ۲۰۰۳ و جانشین آفیس ۲۰۱۰ بود.

آفیس۲۰۰۷ یک رابط کاربری گرافیکی جدید به نام Fluent User Interface معرفی کرد که از نوارها و منوی Office به جای نوارها و نوارهای ابزار استفاده می‌کند. آفیس۲۰۰۷ همچنین فرمت‌های فایل Open Office XML را به عنوان فرمت‌های پیش فرض پرونده در Excel، PowerPoint و Word معرفی کرد. این فرمت‌های جدید برای تسهیل اشتراک اطلاعات بین برنامه‌ها، بهبود امنیت، کاهش اندازه اسناد و ایجاد سناریوهای بازیابی جدید در نظر گرفته شده‌است.
Office 2007 به Windows XP با Service Pack 2، Windows Server 2003 با Service Pack 1 یا نسخه بعدی Windows نیاز دارد. این آخرین نسخه مایکروسافت آفیس است که روی Windows XP Professional x64 Edition اجرا می‌شود.

## توسعه دهندگان
اولین بتا مایکروسافت آفیس ۲۰۰۷، با نام Beta-1 در ایمیل‌های ارسال شده به تعداد کمی از آزمایش کنندگان، در ۱۶ نوامبر ۲۰۰۵ منتشر شد. Refresh Technical Beta-1 در ۱۳ مارس ۲۰۰۶ برای آزمایش کنندگان منتشر شد. فنی فنی تازه کردن مسائل مربوط به نصب با ویندوز ویستا ساخت ۵۳۰۸ را برطرف می‌کند.
مایکروسافت نوار را در ۹ مارس ۲۰۰۶ در CeBIT در آلمان فاش کرد.
Office 2007 Beta 2 توسط بیل گیتس در WinHEC 2006 اعلام شد و در ابتدا بدون هیچ هزینه ای از وب سایت مایکروسافت برای عموم منتشر شد. با این حال، به دلیل تعداد بی‌سابقه ای از بارگیری، هزینه ای معادل ۱٫۵۰ دلار برای هر محصول بارگیری شده پس از ۲ اوت ۲۰۰۶ ارائه شد. بتا در تاریخ ۱۴ سپتامبر ۲۰۰۶ در Refresh Technical Beta 2 (Beta2TR) به روز شد. این شامل رابط کاربری به روز شده، پشتیبانی از دسترسی بهتر، پیشرفت در استحکام سیستم عامل و عملکرد بیشتر است.

## بسته‌های خدماتی
از زمان انتشار اولیه مایکروسافت آفیس ۲۰۰۷، سه بسته سرویس شامل به روزرسانی و همچنین ویژگی‌های اضافی منتشر شده‌است. بسته‌های سرویس مایکروسافت آفیس ۲۰۰۷ تجمعی است، بنابراین بسته‌های سرویس قبلی پیش شرط لازم برای نصب نیستند.

## مجوز دوره
کارمندان واجد شرایط شرکتهای دارای موافقت نامه مجوز حجم برای مایکروسافت آفیس ابزارهای اضافی از جمله مدیریت محتوای شرکت، فرم‌های الکترونیکی، قابلیت‌های مدیریت حقوق اطلاعات و نسخه‌هایی را برای استفاده در رایانه خانگی دریافت می‌کنند.

## نوارابزار کوتاه
نوار ابزار جدید نوار ابزار نوار ابزار کوچک با دستورات فرمت بندی اساسی است که در ناحیه ویرایش اسناد ظاهر می‌شود، دقیقاً مانند یک فهرست زمینه. هنگامی که ماوس بخشی از متن را انتخاب می‌کند، Mini Toolbar نزدیک به متن انتخاب شده ظاهر می‌شود. تا زمانی که نشانگر ماوس بر روی آن قرار نگیرد، نیمه شفاف باقی می‌ماند تا از انسداد آنچه در زیر آن قرار دارد جلوگیری شود. Mini Toolbar همچنین می‌تواند با کلیک راست در منطقه ویرایش یا از طریق کلید key ≣ Menu روی صفحه کلید ظاهر شود، که در این حالت در نزدیکی مکان نما، در بالا یا زیر منوی متن سنتی ظاهر می‌شود. Mini Toolbar در Office 2007 قابل تنظیم نیست، اما می‌توان آن را خاموش کرد.

## پیونده‌های خارجی
- مقایسه سوئیت‌های اداری
- لیست سوئیت‌های اداری
- پسوند نام پرونده مایکروسافت آفیس ۲۰۰۷
- نوار در مایکروسافت پاورپوینت ۲۰۰۷ که روی ویندوز ویستا اجرا می‌شود

مشارکت‌کنندگان ویکی‌پدیا. «Microsoft Office 2007». در دانشنامهٔ ویکی‌پدیای انگلیسی، بازبینی‌شده در ۲۱ سپتامبر ۲۰۱۹.